# عمران (جیحان)
عمران (به ترکی استانبولی: İmran) یک منطقهٔ مسکونی در ترکیه است که در جیحان واقع شده‌است.